# In Your House 1
In Your House, origineel bekend als In Your House: Premiere en als In Your House 1, was een professioneel worstel-pay-per-view (PPV) evenement dat georganiseerd werd door de World Wrestling Federation (WWF, nu WWE). Het was de 1e editie van In Your House en vond plaats op 14 mei 1995 in het Onondaga County War Memorial in Syracuse, New York.

## Matches
| Nr. | Match                                                                                                  | Winnaar(s)           | Opmerkingen                                                                                    | Bron  |
| --- | --- | -------------------- | ---------------------------------------------------------------------------------------------- | ----- |
| 1D  | Jean-Pierre Lafitte vs. Bob Holly                                                                      | Jean-Pierre Lafitte  | Eén-op-één Dark match.                                                                         | [ 3 ] |
| 2   | Bret Hart vs. Hakushi (met Shinja)                                                                     | Bret Hart            | Eén-op-één match.                                                                              | [ 3 ] |
| 3   | Razor Ramon vs. Jeff Jarrett & The Roadie                                                              | Razor Ramon          | Handicap match                                                                                 | [ 3 ] |
| 4   | Mabel (met Mo) vs. Adam Bomb                                                                           | Mabel                | Eén-op-één match om te kwalificeren voor King of the ring.                                     | [ 3 ] |
| 5   | Owen Hart & Yokozuna (c) (met Jim Cornette en Mr. Fuji) vs. The Smoking Gunns (Bart Gunn & Billy Gunn) | Owen Hart & Yokozuna | Tag team match voor het WWF Tag Team Championship.                                             | [ 3 ] |
| 6   | Jerry Lawler vs. Bret Hart                                                                             | Jerry Lawler         | Singles match                                                                                  | [ 3 ] |
| 7   | Diesel (c) vs. Sycho Sid (met Ted DiBiase)                                                             | Diesel               | Eén-op-één match voor het WWF World Heavyweight Championship. Diesel won door diskwalificatie. | [ 3 ] |
| 8D  | The Undertaker (met Paul Bearer) vs. Kama (met Ted DiBiase)                                            | The Undertaker       | Eén-op-één Dark match.                                                                         | [ 3 ] |
| 9D  | Bam Bam Bigelow vs. Tatanka (met Ted DiBiase)                                                          | Bam Bam Bigelow      | Eén-op-één Dark match.                                                                         | [ 3 ] |
| 10D | The British Bulldog vs. Owen Hart                                                                      | N.V.T.               | Eén-op-één match om te kwalificeren voor King of the ring. De match eindigde in een draw.      | [ 3 ] |